# È primavera...
È primavera... è un film del 1950 di Renato Castellani, il film appartiene alla trilogia dedicata alla classi di condizioni modeste nell'Italia del dopoguerra; gli altri due film sono Sotto il sole di Roma (1948) e Due soldi di speranza (1952).

## Trama
Beppe Agosti, fiorentino, garzone di fornaio e orfano, piace molto alle ragazze, in particolare alle servette, per il suo spigliato modo di fare e per la sua allegria. Richiamato alle armi viene mandato a Catania si lega in amicizia con Cavalluccio, commilitone siciliano e gli fa da compare al fidanzamento con Maria Antonia, cameriera in casa di un noto avvocato. Cavalluccio, per una grave mancanza disciplinare, vien messo in prigione e trasferito. Maria Antonia è triste e Beppe sa come consolarla così i due si innamorano e poi si sposano. Anche Beppe viene trasferito a Milano, dove si sente solo e finisce per sposarsi anche con la nuova conquista Lucia, non rivelando di essere già sposato. Ma Maria Antonia viene a sapere che la classe del marito è stata congedata e si insospettisce, quindi corre a Milano dove, scoperto tutto, cerca di ucciderlo, ma il coltello le cade di mano. A tutto questo fanno seguito le vicende giudiziarie con la logica soluzione che il secondo matrimonio non è valido. Beppe e Maria Antonia, felici, tornano a Catania.

## Stampa
- "Castellani ebbe a dichiarare a un intervistatore che questo film "non ha a che fare con la guerra e il dopoguerra, e tanto meno con problemi politici e sociali", "intendo girare - aggiunse - un film che diverta il pubblico e che diverta anche me mentre lo giro" [...]. Il problema che questo film ci sottopone è interessante. Affermando di voler trascurare questioni politiche e sociali per uscire dalla corazza della tematica bellica e postbellica, Castellani reagisce - se ho compreso esattamente il senso delle sue parole - a certa arida, inconcludente e disperata pseudo poetica che va da qualche anno sotto il nome di "neorealismo". [...]. Sotto il sole di Roma coglieva gli aspetti caricaturali della realtà [...] È primavera volge ogni cosa in scherzo e non si perita di sconfinare nell'assurdo per raggiungere un clima di comicità pura". (F. Di Giammatteo, "Bianco e Nero", anno XI 4 aprile 1950).

## Riconoscimenti
- Nastro d'argento per il migliore soggetto e la migliore sceneggiatura a Suso Cecchi D'Amico, Cesare Zavattini, Renato Castellani e Vitaliano Brancati.